# Lady-C-Klasse
Die Lady-C-Klasse ist eine Küstenmotorschiffsklasse der zur Spliethoff-Gruppe gehörenden Reederei Wijnne Barends in Delfzijl.

## Geschichte
Die Schiffe der Klasse wurden von Conoship International in Groningen und Niestern Sander in Delfzijl entworfen und auf der Werft Niestern Sander gebaut. Der Schiffstyp wird von der Bauwerft als „HCC 5000“ bezeichnet (High Cubic Container 5000). Insgesamt wurden vier Schiffe gebaut.
Auf der Lady Christina wurde 2018/2019 das Econowind-System des Unternehmens Conoship International getestet, das durch die Nutzung von Windenergie zur Unterstützung des Antriebs den Kraftstoffverbrauch um rund 10 bis 20 % senken soll.

## Beschreibung
Der Antrieb der Schiffe erfolgt durch einen Viertakt-Sechszylinder-Dieselmotor des Herstellers Caterpillar (Typ: MaK 6M32) mit 2.880 kW Leistung. Der Motor wirkt über ein Untersetzungsgetriebe auf einen Verstellpropeller. Die Schiffe sind mit einem elektrisch angetriebenen Bugstrahlruder mit 300 kW Leistung ausgestattet. Für die Stromerzeugung stehen drei Scania-Dieselgeneratoren (Typ: DS 9) mit 202 kW Leistung zur Verfügung. Für den Hafen- und Notbetrieb wurde ein weiterer Scania-Dieselgenerator (Typ: DS 9) mit 130 kW Leistung verbaut.
Das Deckshaus befindet sich im hinteren Bereich der Schiffe. Es bietet Platz für zehn Besatzungsmitglieder, die in Einzelkabinen untergebracht sind. Vor dem Deckshaus befinden sich zwei weitestgehend boxenförmige Laderäume. Sie sind jeweils 32,20 Meter lang, 13,20 Meter breit und 9,20 Meter hoch. Raum 1 ist im vorderen Bereich und Raum 2 im hinteren Bereich 8,75 Meter breit. Die Kapazität der Räume beträgt 7.505 m³. Sie sind jeweils mit fünf Stapellukendeckeln verschlossen, die mit 2 t/m² belastet werden können.
Die Schiffe sind mit einem elektrisch betriebenen Portalkran ausgestattet, der über die gesamte Länge der Luken verfahrbar ist. Der Kran kann 35 t heben und wird auch zum Öffnen und Schließen der Laderäume genutzt.
Die Schiffe sind für den Transport von Containern vorbereitet. Die Raumhöhe ermöglicht den Transport von drei Lagen High-Cube-Containern übereinander. Die Containerkapazität beträgt 283 TEU. 142 TEU, jeweils 71 TEU in Raum 1 bzw. Raum 2, finden unter Deck Platz. An Deck ist Platz für 151 TEU. Davon können 66 TEU auf Luke 1 und 75 TEU auf Luke 2 geladen werden. Bei homogener Beladung mit 14 t schweren Containern beträgt die Kapazität 235 TEU. Das Gewicht eines Containerstapels an Deck darf 30 t bei 20-Fuß-Containern und 40 t bei 40-Fuß-Containern nicht überschreiten.
Die Schiffe sind mit einem System zur Wärmerückgewinnung ausgestattet, das die Abwärme der Motoren zum Heizen der Wohn- und Aufenthaltsräume nutzt.
Der Rumpf der Schiffe ist eisverstärkt (Eisklasse 1A).

## Schiffe
| Lady-C-Klasse                                                     | Lady-C-Klasse | Lady-C-Klasse | Lady-C-Klasse                                      | Lady-C-Klasse              |
| Bauname                                                           | Baunummer     | IMO-Nummer    | Kiellegung Stapellauf Ablieferung                  | Spätere Namen und Verbleib |
| ----------------------------------------------------------------- | ------------- | ------------- | -------------------------------------------------- | -------------------------- |
| Claudia                                                           | 904           | 9201798       | 31. März 1999 9. Oktober 1999 2. Dezember 1999     | 2010: Lady Claudia         |
| Clarissa                                                          | 905           | 9201803       | 9. September 1999 5. Februar 2000 24. März 2000    | 2009: Lady Clarissa        |
| Christina                                                         | 906           | 9201815       | 8. November 1999 15. Juli 2000 2. September 2000   | 2010: Lady Christina       |
| Carina                                                            | 907           | 9201827       | 22. Dezember 1999 9. Dezember 2000 5. Februar 2001 | 2010: Lady Carina          |
| Daten: Lloyd’s Register / Stichting Maritiem-Historische Databank |               |               |                                                    |                            |

Die Schiffe werden unter der Flagge der Niederlande betrieben, Heimathafen ist Delfzijl.